# Cattedrale di Huelva
La cattedrale  di Nostra Signora della Mercede (in spagnolo: Catedral de la Merced) si trova a Huelva, in Spagna, ed è la cattedrale della diocesi di Huelva.

## Storia
Il Convento della Misericordia fu costruito per ordine di Alonso Pérez de Guzmán, VII duca di Medina Sidonia e signore di Huelva a quel tempo. La chiesa, fondata nel 1605 e attuale cattedrale di Huelva, ha servito da cappella per il culto nel convento dei Mercedario Scalzi. La chiesa della Mercede nel suo aspetto attuale è il risultato del lavoro nel corso di tre secoli che ha molto alterato l'assetto primordiale. L'intera ispirazione è iniziata nel Rinascimento e è continuata seguendo i modelli del barocco, mantenendo un certo aspetto coloniale e senza perdere la sua essenza di convento. L'autore originale è indeterminato e può essere identificato in uno dei seguenti architetti: Alonso de Valdevira, capomastro della Contea, Fray Juan de Santa Maria o il più grande maestro Martín Rodríguez de Castro. La sua costruzione iniziò nel 1605 sotto la direzione del capomastro Pedro Gómez Utebami e le grandi opere sono state completate tra il 1612 e il 1615.
La struttura originaria è durata appena un secolo, perché il rischio di crollo riscontrato già nel 1714 e il terremoto di Lisbona del 1755 lasciarono l'edificio particolarmente colpito, andando anche distrutta la cappella di San Cayetano. Il successivo terremoto del 1765 compromise seriamente la chiesa e il convento della Mercede, rendendo nuovamente necessaria un'opera di ristrutturazione e riforma. Nel tardo Settecento, sotto il progetto di Pedro de Silva, il nuovo tempio fu eretto in stile barocco. Questa fase durò fino al XIX secolo.
Nel 1861 il vecchio convento è stato destinato ad ospitare una scuola secondaria, in seguito la sede del Consiglio e l'Istituto Tecnico Generale e ha servito come Ospedale Provinciale. Attualmente è la sede della Università di Huelva.
Il 22 agosto del 1877 la Provincia di Huelva ha completato il restauro di tutto l'edificio storico. Nell'ultimo decennio del XIX secolo si tengono tweaks e progetto di decorazione d'interni è quindi concluso, mantenendo lo stile barocco predominante nel set. Nel 1915 , prima che il problema della mancanza di campane a convocare la liturgia, si trovavano sulle torri laterali incompiute della facciata principale, attuali cattails doppio corpo di ispirazione coloniale.
Nel 1953, contestualmente alla creazione della nuova diocesi, la chiesa parrocchiale della Mercede è stata scelta come nuova cattedrale.
Il 28 febbraio del 1969 un altro terremoto ha colpito la zona e di nuovo la chiesa è stata chiusa per restauri, sotto la direzione dell'architetto Rafael Manzano, fino al 1977. Il 12 marzo del 1970 è stato firmato il decreto che ha riconosciuto il Duomo e La Merced come Monumento Storico Artistico.